# Fukuoka Takachika

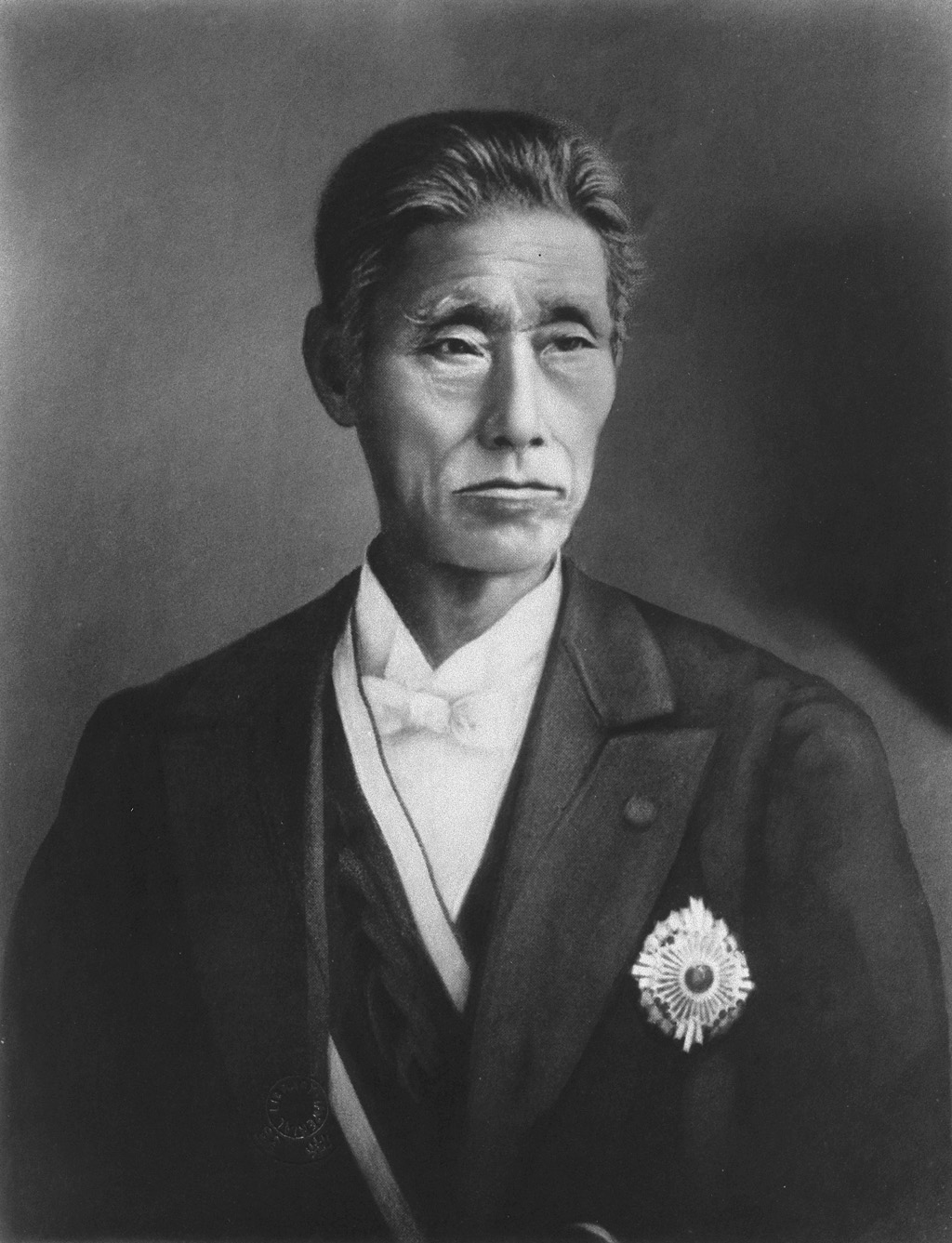
Fukuoka Takachika

Fukuoka Takachika (japanisch 福岡 孝悌; * 3. März 1835 in Kōchi; † 7. März 1919) war ein Staatsmann im Kaiserreich Japan, der zahlreiche Regierungsämter bekleidete und 1884 als Vizegraf (Shishaku) in den Erbadel (Kazoku) erhoben wurde.

## Leben

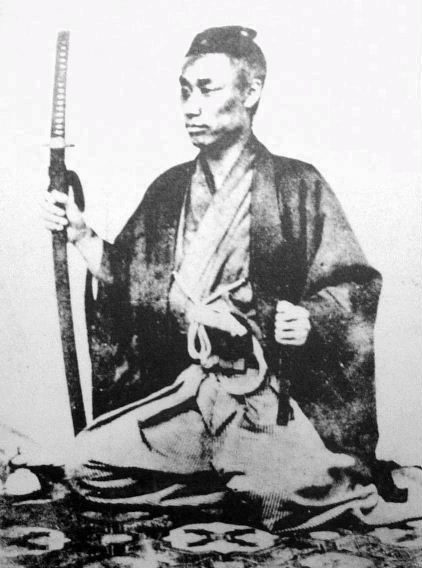
Fukuoka Takachika

Fukuoka Takachika war in der Regierungszeit von Tennō Kōmei gemeinsam mit Yoshida Tōyō, Gotō Shōjirō und Itagaki Taisuke Vertreter des Kōchi-Clans aus dem Tosa-Han und Vertreter der Tosa-Kinto-Partei (Tosakin’nōtō). Er setzte sich als Unterstützer von Sakamoto Ryōma im Zuge der Meiji-Restauration (Taisei Hōkan) für die Wiederherstellung der politischen Macht an Tennō Meiji ein.
Nach der Begründung der neuen Regierung von Kaiser Meiji 1868 war er zusammen mit Soejima Taneomi an der Formulierung „Verfassung von 1868“, des Seitaisho, beteiligt. Er übernahm in der Folgezeit zahlreiche Regierungsämter wie zum Beispiel als Beamter für das politische System, Beamter im Büro für parlamentarische Untersuchungen, Beamter für schulische Bildung sowie als Oberrat (San’yo). Er war 1868 maßgeblich an der Einführung des Eides auf die Charta, dem sogenannten „Eid in fünf Artikeln“ (Gokajō no Goseimon) beteiligt. 1870 wurde er ins Büro des Kōchi-Clan versetzt und befasste sich mit der Reform der Clan-Verwaltung. 1872 kehrte er in die Zentralregierung zurück und war zunächst Senior Vizeminister für Bildung (Monbu Taifu) sowie im Anschluss Senior Vizeminister für Justiz (Shiho Taifu). Im Zuge der politischen Diskussion um die Eroberung Koreas trat er 1873 von diesem Posten zurück.
Später war Fukuoka Takachika vom 23. März bis zum 12. Juli 1874 Mitglied der Kammer zur Linken (Sain) und danach zwischen dem 25. April und dem 19. Mai 1875 erstmals Mitglied des Ältestenrates (Genrōin). Er war vom 14. Mai bis zum 7. April 1881 erneut Mitglied des Genrōin und bekleidete anschließend zwischen dem 7. April 1881 und dem 12. Dezember 1883 das Amt des Bildungsministers (monbukyō). Daneben war er zwischen dem 21. Oktober 1881 und dessen Auflösung am 22. Dezember 1885 Mitglied dem Staatsrates (Sangi), dem zu jener Zeit Staatsmänner wie Ōki Takatō, Itō Hirobumi, Yamagata Aritomo, Saigō Tsugumichi, Kawamura Sumiyoshi, Inoue Kaoru, Yamada Akiyoshi, Matsukata Masayoshi, Ōyama Iwao und Sasaki Takayuki angehörten. Zugleich war vom 12. Dezember 1883 bis zum 22. Dezember 1885 Vorsitzender des Beratungsgremiums der Legislative (Sanjiin).
1884 wurde Fukuoka Takachika als Vizegraf (Shishaku) in den Erbadel (Kazoku) erhoben und war zuletzt zwischen dem 30. April 1888 und seinem Tode am 7. März 1919 auch Mitglied des Geheimen Kronrates (Sūmitsu-in).